# Szegedy-kastély (Acsád)
Az Acsádon található Szegedy-kastély a 18. században épült, melyet 1824-ben Szegedy Ferenc építtetett át klasszicista stílusban.

## Fekvése
Szombathelytől 14 km-re északkeletre, az Ablánc-patak mellett fekvő Acsád központjában található.

## Története
A kastélyt a 18. században a Szegedy család, Szegedy György és Béla császári és királyi kamarások építtették, majd 1824-ben Szegedy Ferenc „hétszemélynök” klasszicista stílusban építtetett át. A kastély dísztermében empire stílusú faliképek maradtak fenn. A II. világháború idején előbb a német hadsereg és Magyar Honvédség, majd a szovjet Vörös Hadsereg használta az épületet. Az épület 1950-ben került állami tulajdonba, a kastélyt az elmúlt években felújították, ma idősek szociális otthona működik benne.

## Kastélypark

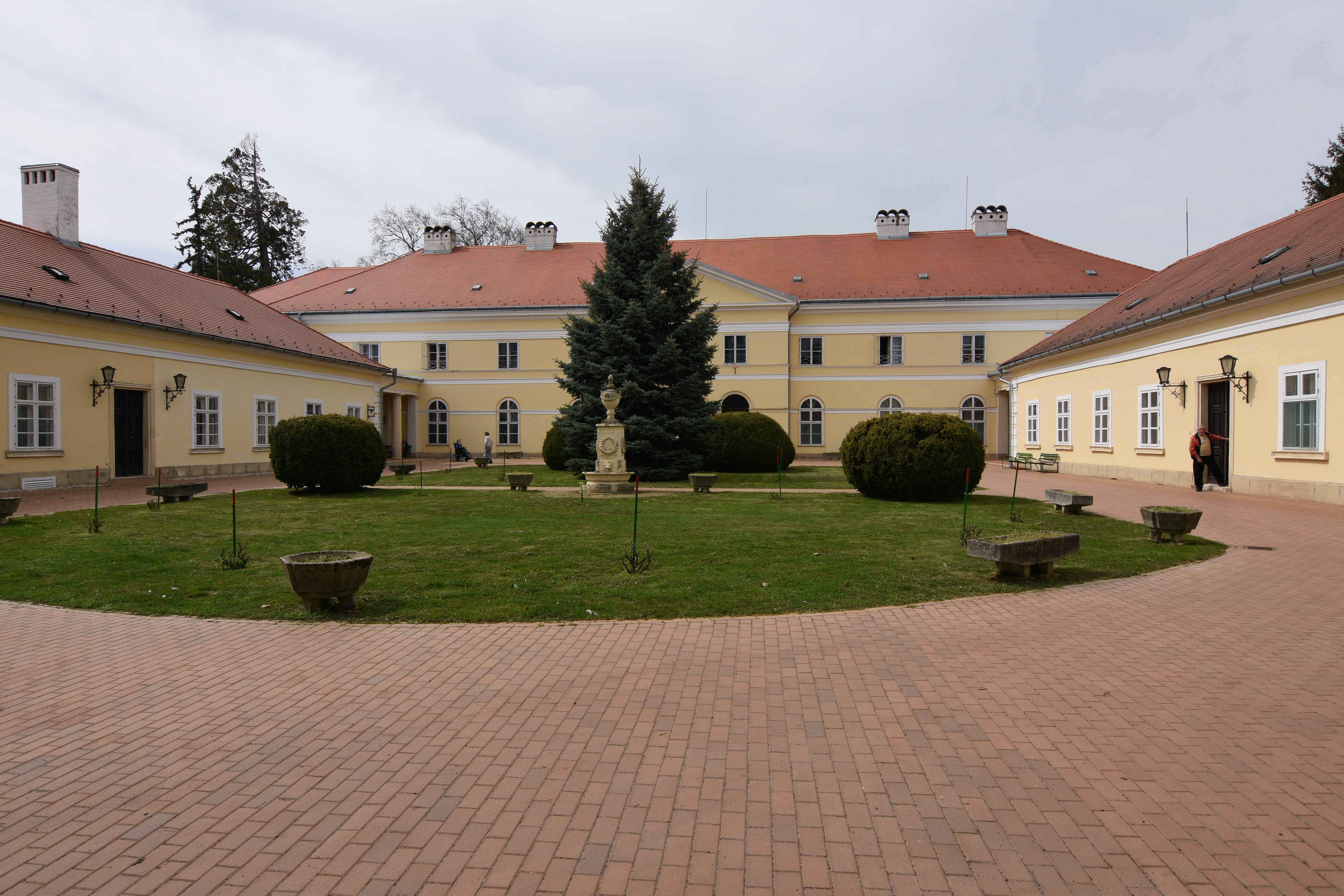
Udvar

A kastélyhoz három hektáros park is tartozik, mely számos botanikai ritkaságot rejt. Valamikor a parkhoz tartozott az a platánsor is, melyet az 1820-as években telepítettek, ugyancsak 1820-ban telepítették azt a páfrányfenyőt is, amely ma az ország legidősebb páfrányfenyőjének számít. Mamutfenyői 1870-től díszítik a kertet.

## Külső hivatkozások
- A Szegedy-kastély parkja – YouTube-videó